# Evacuazione di non combattenti
Un'evacuazione di non combattenti (in lingua inglese: non-combatant evacuation operation o in acronimo NEO) è un'operazione di evacuazione della popolazione civile da un Paese ad un altro a causa del deterioramento delle condizioni di sicurezza interne, come nel caso di rivolte, rivoluzioni, insurrezioni oppure in casi di catastrofi naturali.

La responsabilità di una NEO generalmente spetta o all'ambasciatore in sede, oppure nel caso italiano ricade sotto il coordinamento dell'unità di crisi della Farnesina e il COI (Comando Operativo di vertice Interforze).

Per tali operazioni possono essere utilizzate forze civili, paramilitari o militari, così come può essere scelto come vettore l'aereo, la nave o i mezzi terrestri.
Spesso negli scenari più critici vengono inviate le forze speciali (SF), o le forze per operazioni speciali (SOF).